# Kevin Ashton
Kevin Ashton (Birmingham, 1968) è un ingegnere inglese.

## Biografia
Kevin Ashton ha co-fondato l'Auto-ID Center al Massachusetts Institute of Technology (MIT), in cui è stato creato il sistema standard per l'RFID e altri sensori. È comunemente conosciuto per aver coniato il termine "Internet of Things" (Internet delle cose), il quale descrive un sistema in cui il mondo fisico è connesso ad internet attraverso dei sensori.
Ha lavorato come assistente brand manager presso Procter & Gamble(P&G) nel 1997. Lì ha iniziato a svolgere degli studi sull'uso della tecnologia RFID, allo scopo di migliorare la gestione della catena di forniture.
I suoi studi lo hanno condotto al MIT, dove ha avviato il consorzio Auto-ID Center al fine di proseguire i suoi studi sugli RFID. Il consorzio è nato, nel 1999, come progetto di ricerca finanziato dall'industria e il suo obiettivo era quello di creare uno standard globale per l'uso della tecnologia RFID.
Quando il sistema fu sviluppato, il MIT lo ha rilasciato con licenza libera. Il laboratorio di ricerca fu rinominato Auto-ID lab e attualmente continua la sua ricerca nell'ambito degli RFID.